# Zářijové masakry

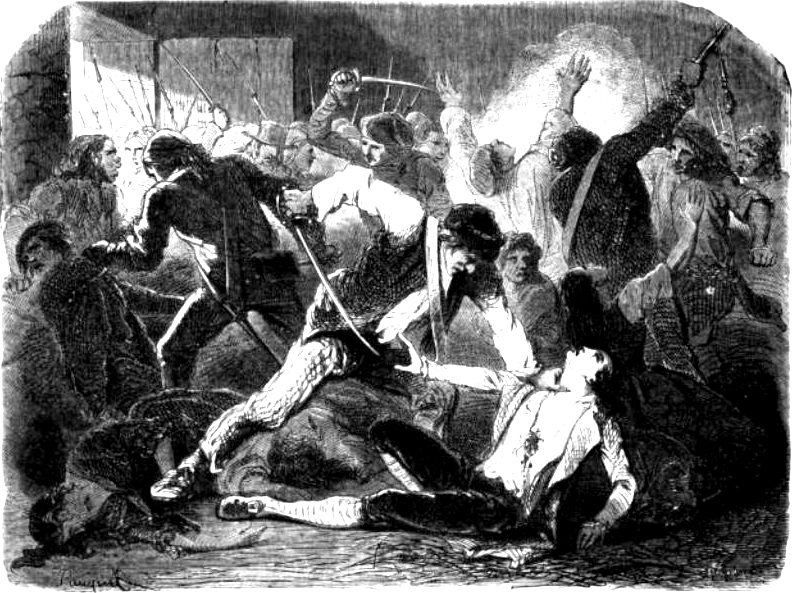
Masakr ve věznici Carmes

Zářijové masakry (francouzsky Massacres de Septembre) je označení pro sérii masakrů, které se odehrály během Velké francouzské revoluce v roce 1792 ve dnech od 2. do 6. září převážně v Paříži.

## Vznik
Když v září 1792 rakousko-pruská vojska vstoupila na francouzské území, rozšířila se mezi obyvatelstvem fáma, že nepřátelská vojska chtějí v případě invaze provést krvavou pomstu revolucionářům. Uvěznění odpůrci režimu pak měli připravovat vnitřní převrat. Tehdejší ministr spravedlnosti Georges Danton, soudce Jacques Nicolas Billaud-Varenne, novinář Jean Paul Marat a básník Fabre d'Églantine svými provoláními a komentáři tyto fámy podstatně posilovali.

## Průběh
Následně došlo k masové hysterii a lidé zaútočili na věznice. Nejprve zde byli pobiti uvěznění odpůrci revoluce a posléze i ostatní vězni. Počet obětí se vyšplhal až ke 1300 v samotné Paříži. Také v jiných městech došlo k útokům na věznice, např. v Orléans, Meaux, Remeši nebo ve Versailles, ale zde s menší intenzitou a s menším počtem obětí. Ve zbývající Francii bylo zabito asi 150 osob. Četnými oběťmi byli katoličtí kněží, kteří odmítli přísahat na republikánskou ústavu. Zhruba dvě třetiny zavražděných nebyli političtí vězni, ale byli uvězněni za jiné trestné činy.

## Věznice
Pařížské věznice, ve kterých došlo k masakrům:
- Abbaye
- Grand Châtelet
- Carmes
- Force
- Conciergerie
- Bicêtre
- bývalý klášter Lazaristů
- Bernardins
- Salpêtrière